# AVK Triglav Kranj
Akademski vaterpolski klub Triglav Kranj je slovenski vaterpolski klub iz gradića Kranja.
Postava u sezoni 2006/07.:
Vreček, Štrin, Anzeljc, B.Verač, Grašič, Todič, Vehovec, Kalan, A.Verač, Pogačnik, Tropan, Balderman, Belofastov. 
Trener:
U sezoni 2006/07. natječe se u Euroligi nakon 2. izlučnog kruga, ispao je iz natjecanja, okončavši 5. u skupini „F”.

## Vanjske poveznice
- http://www.klub-avktriglav.si/domov/  Arhivirana inačica izvorne stranice od 28. travnja 2014. (Wayback Machine)